# Karditsa
Karditsa är en regiondel (perifereiakí enótita), till 2010 en prefektur, i regionen Thessalien i Grekland. Regiondelen har cirka 136 498 invånare (2016) och huvudstaden är Karditsa. Den totala ytan på regiondelen är 2 636 km². Karditsa kallas även för Greklands hjärta.
Region är uppdelad i sex kommuner. Perfekturen hade 21 kommuner.

- Dimos Argithea
- Dimos Karditsa
- Dimos Lake Plastiras
- Dimos Mouzaki
- Dimos Palamas
- Dimos Sofades